# Wunsch
Ein Wunsch ist das Begehren nach einer Sache oder einer Fähigkeit, einer Veränderung der Realität oder Erreichen eines Zieles für sich selbst oder andere. Wünsche können unter anderem in gute und böse Wünsche, in vernünftige und unvernünftige, mögliche und unmögliche (vergebliche) und in gerechte und ungerechte Wünsche eingeteilt werden. Sigmund Freud unterscheidet außerdem bewusste und unbewusste Wünsche.

## Psychologie
Der Wunsch nimmt die Imagination („Wunschimagination“) eines „Bedürfnisses“ zur Grundlage seines Entstehens. Das Wünschen ist Ausdruck eines mentalen Prozesses („Mentalisierung“). Damit würde auch seine Erfüllung, gelänge sie, lediglich einen imaginierten Charakter aufweisen, eine imaginative Befriedigung, die sich ein solcherart Handelnder vorstellte, ohne sie wirklich fühlen zu können. Die „Wunschimagination“ oder „desiderative Mentalität“ bezieht sich in ihrem Kontext auf eine bestimmte Vorstellung zu einem bestimmten Zeitpunkt, der in der Zukunft liegt. Für Erny (2007) steht der Wunsch als „die positive Einstellung zur Realisierung eines Sachverhaltes“. Nach Erny muss aber ein Wunsch nicht unbedingt und zwingend „handlungswirksam“ werden, denn erst durch die Entscheidung, einen Wunsch handlungswirksam werden zu lassen, der den Wunsch zum Willen werden lässt, kann eine Handlung realisiert werden. Binder (2014) fasste den Wunsch, in seiner „Typologie intentionaler Zustände“, unter die Rubrik „affektiver Bewußtseinszustand mit Erfüllungsbedingungen“ und grenzte sie gegen „affektive Bewußtseinszustände ohne Erfüllungsbedingungen“, auch als „Gefühle“ bezeichnet, ab.

Wunschdenken ist die Neigung, Gewünschtes und Erhofftes als wahrscheinlich oder gar gesichert anzunehmen und das, was dem im Wege steht, zu unterschätzen.

### Wunscherfüllung im Traum
Sigmund Freud schrieb, dass Träume verdeckte Wunscherfüllungen seien. Sie gehörten zum inneren Wesen des Traumes, zu den substantiellen Bestimmungsstücken jedes Traumes. Im Traum träten verdrängte und tabuisierte Wünsche in symbolisch verkleideter Form auf, die ins Bewusstsein drängten, aber zunächst vom Bewusstsein abgewehrt würden. Freud nahm die Existenz eines inneren Traumarbeitsmechanismus oder Zensors an, der sehr starke, sozial nicht akzeptierte Wünsche (meist sexueller Natur) in nicht unmittelbar verständliche, symbolische Bilder umwandelt.

## Philosophie

### Wunsch und Wille
Wunsch und Wille sind verwandt. Der Wille ist oft ein starker Wunsch. Der Wunsch unterscheidet sich vom Willen:
- Entschiedenheit: Der Wunsch ist verwandt mit der Sehnsucht. Vom Willen unterscheidet er sich im Grad der Entschiedenheit oder Entschlossenheit: Der Wunsch stellt das frühe Stadium des Willens dar, noch wird zögerlich formuliert, abgewogen und überlegt. Beim Willen ist man dagegen zumindest theoretisch sicher, sich für das nun klar definierte Gewünschte selbst zu engagieren.
- Punktuell: Der Wunsch bezieht sich auf ein bestimmtes Ereignis oder einen bestimmten Gegenstand, mit dessen Eintreten oder Erhalten der Wunsch erfüllt ist. Der Wille dagegen ist meist eher eine länger anhaltende Geisteshaltung, die verschiedene Ereignisse nacheinander bewirken kann.
- Adressat: Der Wille wirkt aus eigenem Antrieb heraus, ohne direkte Einwirkung fremder Einflüsse. Der Wunsch richtet sich oft an einen konkreten Adressaten, das kann auch der Wünschende selbst sein.

### Epikur: Drei Arten von Wünschen
Der griechische Philosoph Epikur unterschied drei Arten von Wünschen:
- natürliche und notwendige Wünsche
- natürliche und nicht notwendige Wünsche
- nicht natürliche und nicht notwendige Wünsche

Natürliche und notwendige Wünsche sichern das Überleben. Dazu gehören Essen, Trinken, Nahrung und Kleidung. Sie entsprechen den menschlichen Grundbedürfnissen, deshalb müssen diese Wünsche immer befriedigt werden. Natürliche und nicht notwendige Wünsche sind den Sinnen angenehm, aber zum Überleben eigentlich überflüssig. Oft aber ist die Befriedigung dieser Wünsche vorteilhaft. Nicht natürliche und nicht notwendige Wünsche werden durch eine Meinung hervorgerufen. Diese Wünsche sollten nach Epikur niemals erfüllt werden. Epikur war für Mäßigung, beispielsweise sagte er: „Der Reichtum, der keine Grenze hat, ist eine große Armut.“

### Wittgensteins Philosophische Untersuchungen
Ludwig Wittgenstein beschreibt in seinen Philosophischen Untersuchungen Wünschen als ein charakteristisches Erlebnis, wie Wiedererkennen, sich Erinnern. Der Wunsch scheine schon zu wissen, was ihn erfülle, er antizipiere die Zukunft. Ein Wunsch sei unbefriedigt, denn er sei eine Erwartung von etwas. Der Satz „Ich habe Lust auf einen Apfel“ sei demnach keine Äußerung eines Wunsches, sondern einer Unbefriedigung. In vielen Fällen verhülle das Wort „Wünschen“ das Gewünschte. Dass ein Ereignis einen Wunsch zum Schweigen bringe, heiße nicht, dass es ihn erfülle. Worte wie „Möge er doch kommen“ können mit einem Wunsch geladen sein. Dabei seien Wünsche manchmal schwer auszusprechen.
Wittgenstein unterscheidet zwischen Wunsch und Willen. Wenn man seinen Arm willkürlich bewege, dann bediene man sich nicht eines Mittels, die Bewegung herbeizuführen. Auch ein Wunsch sei nicht so ein Mittel. Das Wollen, wenn es nicht eine Art Wunsch sein solle, müsse das Handeln selbst sein, zum Beispiel Sprechen, Schreiben, Reden. Ein Wunsch sei nicht, den Arm zu heben. Wenn man ihn hebe, so habe man noch nicht gewünscht, ihn zu heben. Ein Wunsch sei beispielsweise, wenn man hofft, einen Kreis fehlerfrei zu zeichnen.

### Metawünsche
Douglas R. Hofstadter beschreibt in seinem Buch Gödel, Escher, Bach – ein endloses geflochtenes Band Metawünsche. Das sind Wünsche, die sich auf Wünsche beziehen. Gelegentlich werden diese auch „Wünsche zweiter Ordnung“ genannt (von engl. second-order desires). Zu den Metawünschen gehören Wünsche nach mehr Wünschen, Wünsche nach Änderung des Wunschtyps, Wünsche zur Aufhebung von Wünschen und andere Wünsche. Die Erfüllung von Metawünschen ist problematisch, weil sie zu Paradoxien führen kann. Zu den Metawünschen gehören alle Wünsche, die hinsichtlich eines Wunsches selbstbezügliche Eigenschaften haben oder einen Wunsch zum Inhalt haben, also Wünsche auf einer höheren Ebene sind.

## Im Alltag

### Grüßen
In vielen Kulturen wird ein Gruß als Wunsch ausgesprochen, etwa „Guten Morgen“, „Zum Wohle!“ oder im Arabischen „Salām“. Die Wünsche beruhen auf dem Glauben und der Erfahrung, dass gute Wünsche die Zukunft und das Zusammenleben positiv beeinflussen können, und beruhen oftmals auf Gegenseitigkeit.

### Handel
Einer der vier Bestandteile des Marketing-Modells AIDA, das beim Verkaufsabschluss helfen soll, ist „Desire – der Wunsch nach dem Produkt wird geweckt“.

### Wunschzettel
Vor Weihnachten schreiben Kinder ihre Wünsche auf Wunschzettel für den Weihnachtsmann oder das Christkind auf. Beim Aufschreiben beschäftigen sie sich intensiv mit ihren Wünschen.

### Wunscherfüllende Medizin
Wunscherfüllende Medizin unternimmt medizinisch nicht indizierte Eingriffe in den menschlichen Organismus mit dem Ziel der Verbesserung, Veränderung oder Erhaltung von Form, Funktion, kognitiven Fähigkeiten oder emotionalen Befindlichkeiten (z. B. Neuro-Enhancement) unter ärztlicher Verantwortung.

## Kunst

### Märchen
Im Märchen haben Wünsche oft magischen Charakter. Besonders häufig hat der Protagonist drei Wünsche frei, deren Erfüllung ihm zugesichert und gewährt wird. Bisweilen werden die Wünsche aber in anderer Weise erfüllt, als es sich der Wünschende gedacht hat. Viele der bekanntesten Märchen gehören zu den Wunschmärchen.
Hierbei gibt es verschiedene Arten von Wünschen:
- gute oder schlechte Wünsche (Verwünschungen) gegenüber der Hauptperson (Dornröschen),
- Kinderwunsch („Es waren einmal ein König und eine Königin, die wünschten sich ein Kind und bekamen immer keins“)
- Belohnung oder Strafe (Frau Holle),
- Erfüllung eines Wunsches nach dem Versprechen eines unbekannten Lohnes, der dann verweigert wird (Rumpelstilzchen)
- Wunschexzess – ein erfüllter Wunsch zieht immer größere Wünsche nach sich (Vom Fischer und seiner Frau)
- Wünsche der Hauptperson auf Grund eines Verdienstes (zum Beispiel Befreiung eines Flaschengeistes oder einer Elfe; oder Hilfe für jemanden in Not)

Wenn ein Held einen oder mehrere Wünsche frei hat, könnte er sich mit Hilfe dieser Wünsche beliebig viele weitere freie Wünsche wünschen. In den meisten Märchen und Geschichten, in denen Wünsche vorkommen, taucht dieser Gedanke nicht auf. Wo er doch geäußert wird, wird er normalerweise zurückgewiesen.

### Film und Literatur
In Andrei Tarkowskis Film Stalker führt die Hauptperson einen Journalisten und einen Wissenschaftler durch eine Zone hin zu einem sagenhaften Zimmer, in dem die geheimsten Wünsche erfüllt werden.
In Sergei Snegows Buch Menschen wie Götter ist die Wissenschaft so weit gediehen, dass man praktisch fast alles machen kann. Der Unterschied von Märchen und Realität verschwindet. Es entstehen Fabelwesen wie Drachen und andere.
In Olga Larionowas Geschichte Der Leopard vom Kilimandscharo wird der Wunsch vieler wahr, das eigene Todesdatum zu kennen. Sie denken, dass dieses Wissen bei der Lebensgestaltung helfen könne, aber es erweist sich als Irrglaube und für die meisten als Alptraum.
Stanisław Lem beschrieb in der Geschichte Wie die Welt noch einmal davonkam (Kyberiade, Insel, 1983) eine Maschine, die alles machen kann, was mit dem Buchstaben „n“ anfängt.
Shel Silverstein beschreibt im Gedicht „Lester“ einen Jungen, der sich mit einem Wunsch weitere Wünsche wünscht und immer mehr neue Wünsche wünscht, die sich dann alle rings um auftürmten, bis er schließlich stirbt, da er sich von einem Goblin in einer wunderschönen Welt voller Äpfel und Küsse und Schuhe nur immer Wünsche gewünscht hat.